# Das Versprechen
Das Versprechen (bra A Promessa) é um filme de drama franco-suíço-alemão de 1995, dirigido por Margarethe von Trotta.
Rebatizado em inglês como The Promise, foi selecionado como representante da Alemanha à edição do Oscar 1996, organizada pela Academia de Artes e Ciências Cinematográficas.[carece de fontes?]

## Elenco
- Corinna Harfouch: Sophie
- Meret Becker: jovem Sophie
- August Zirner: Konrad
- Anian Zollner: jovem Konrad
- Jörg Meister: Alexander
- Tina Engel: Sophies Tante
- Monika Hansen: Sophies Mutter
- Klaus Piontek: Sophies Stiefvater
- Ruth Glöss: Konrads Großmutter
- Dieter Mann: Konrads Vater
- Simone von Zglinicki: Konrads Mutter
- Hans Kremer: Harald
- Eva Mattes: Barbara
- Susann Ugé: die junge Barbara
- Hark Bohm: Müller
- Otto Sander: Professor Lorenz
- Anka Baier: Monika
- Sven Lehmann: Max
- Heiko Senst: Wolfgang
- Ulrike Krumbiegel: Elisabeth